# Burbach (Sarre)
Pour les articles homonymes, voir Burbach.
Burbach est un quartier de la ville allemande de Sarrebruck en Sarre. 

### Édifices civils

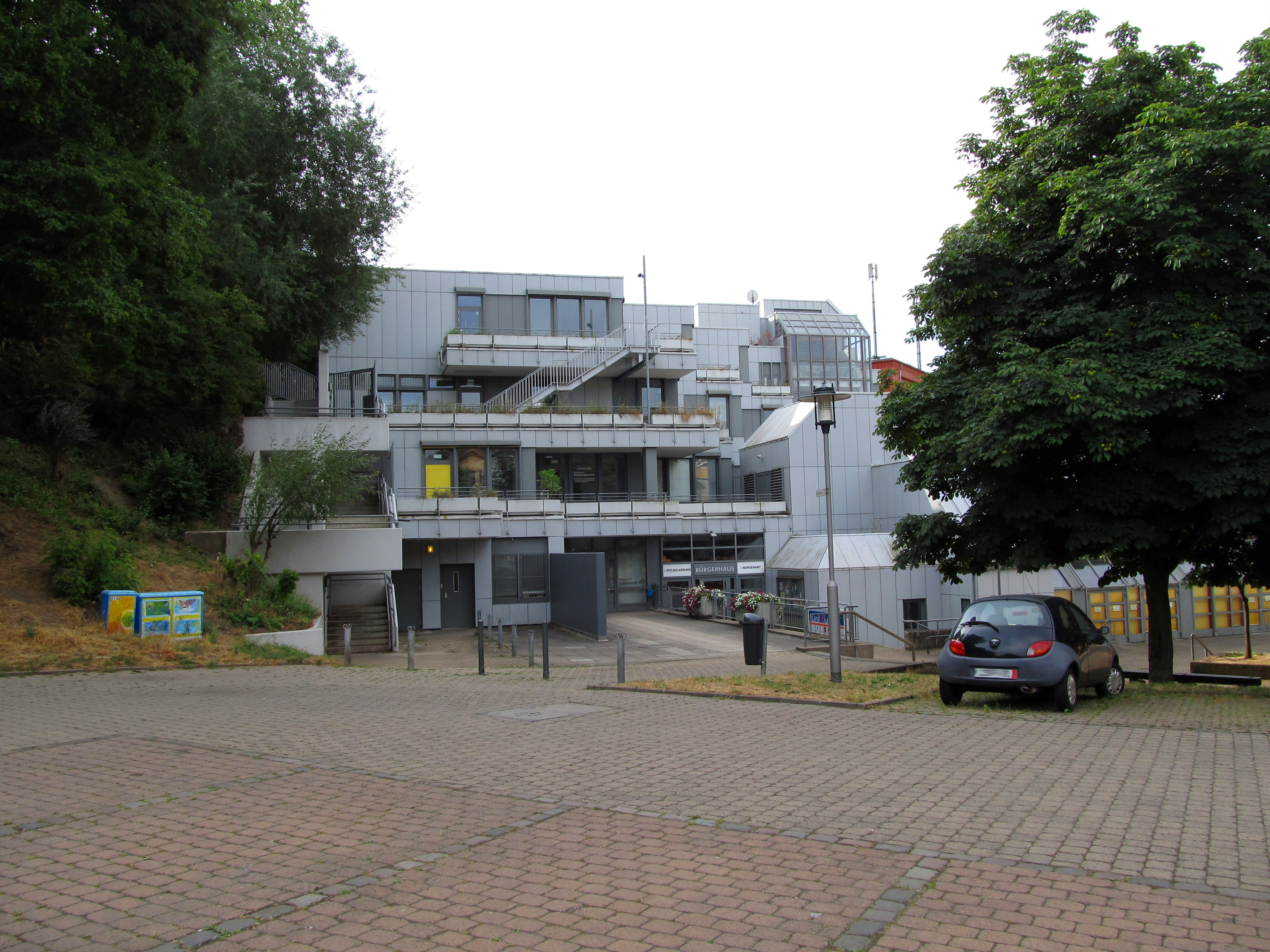
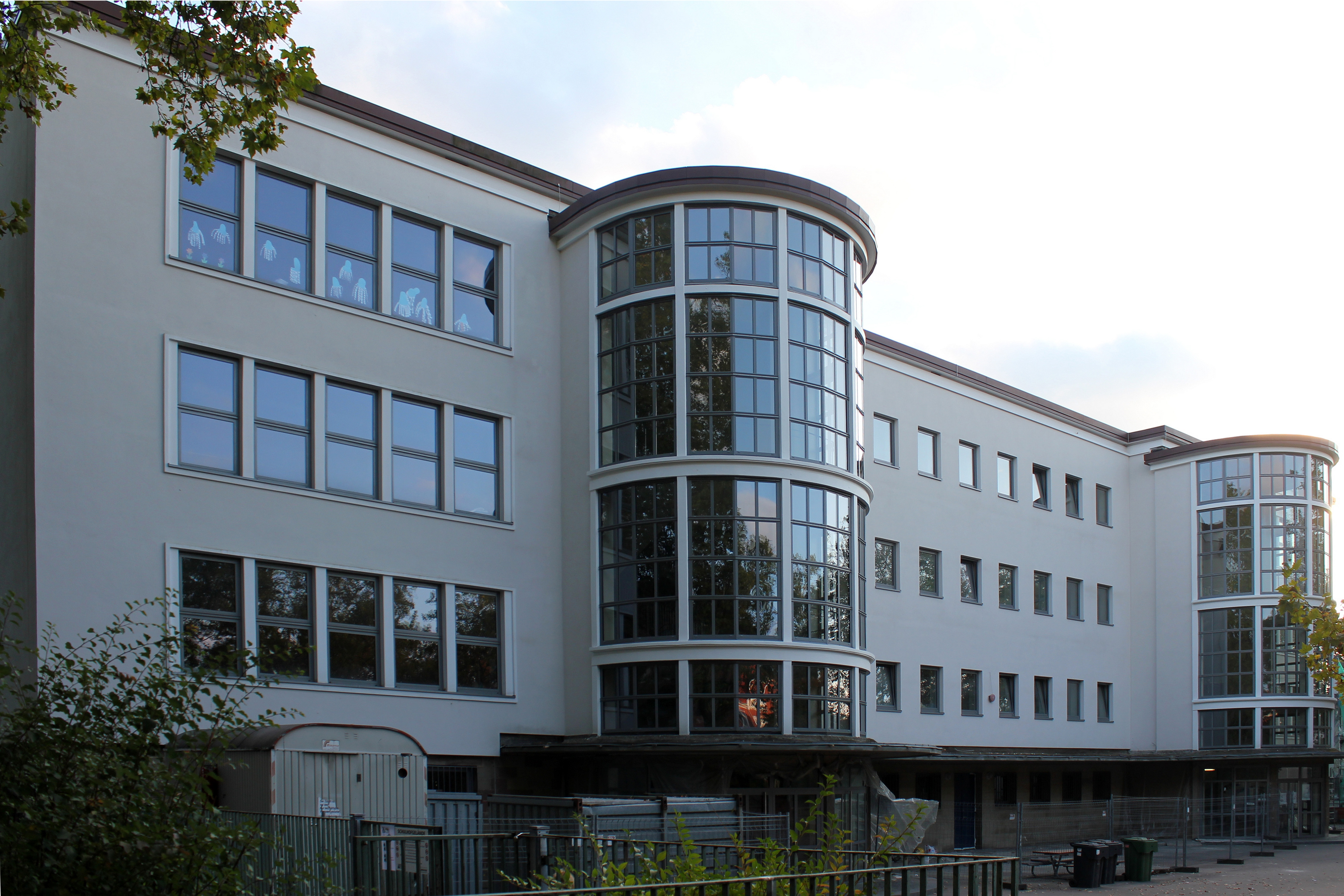
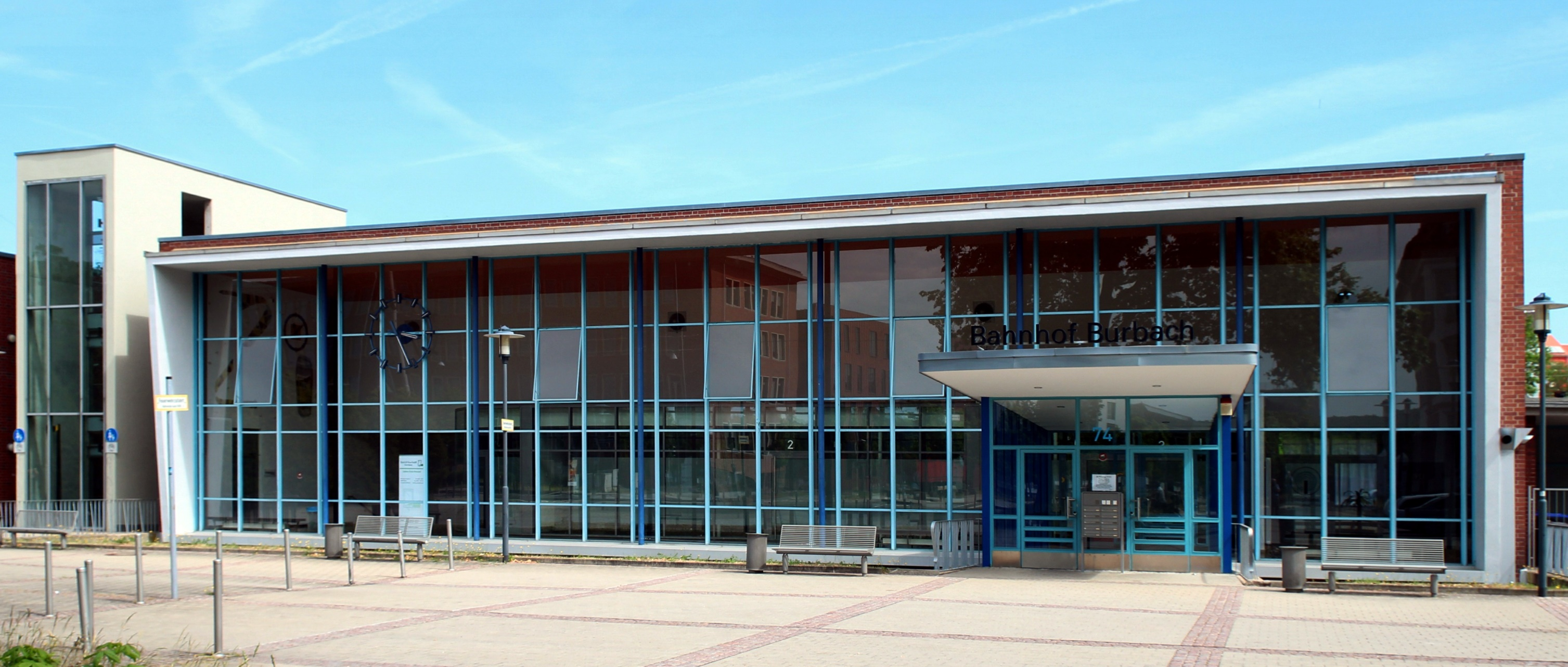
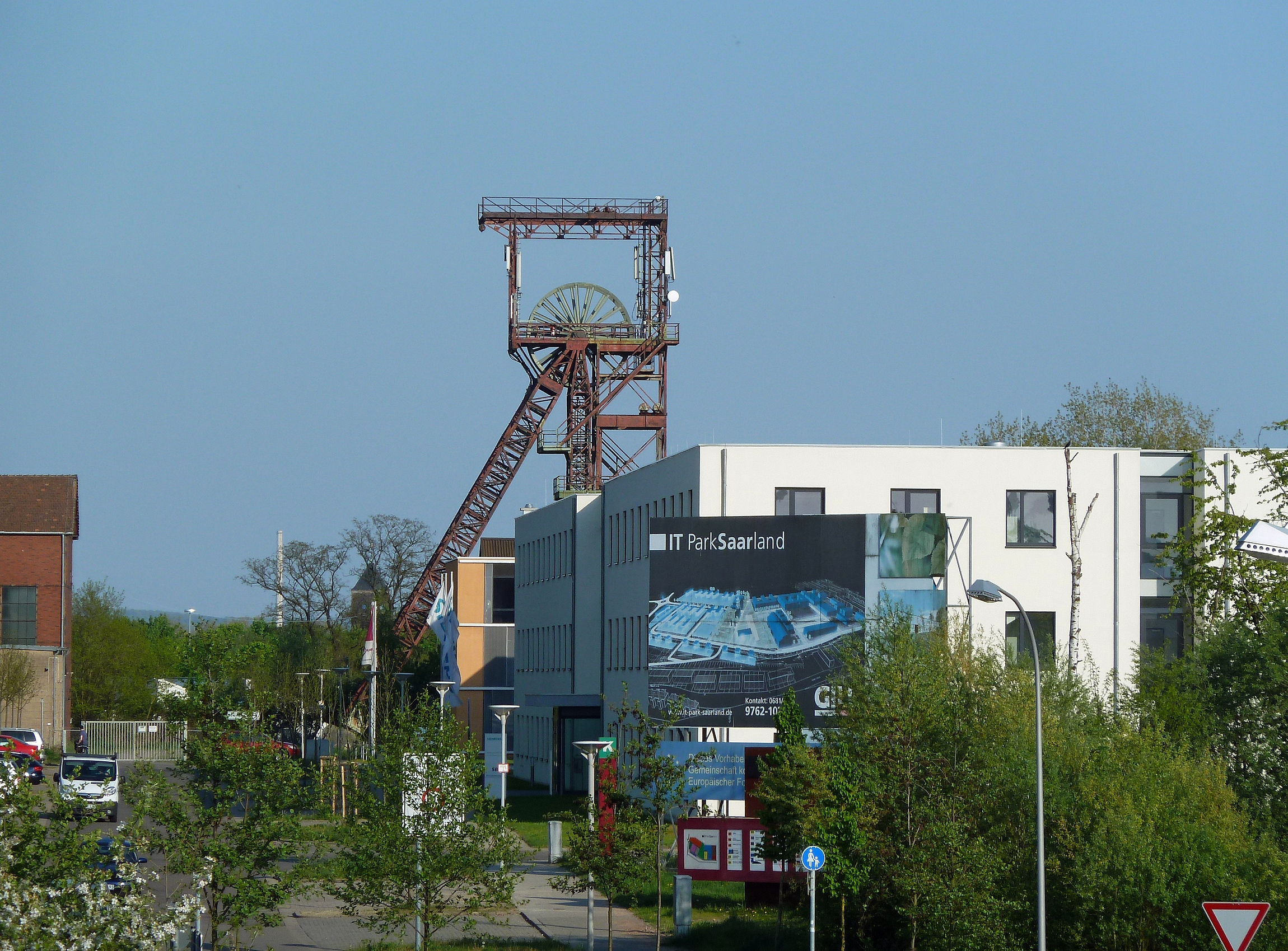

### Édifices religieux

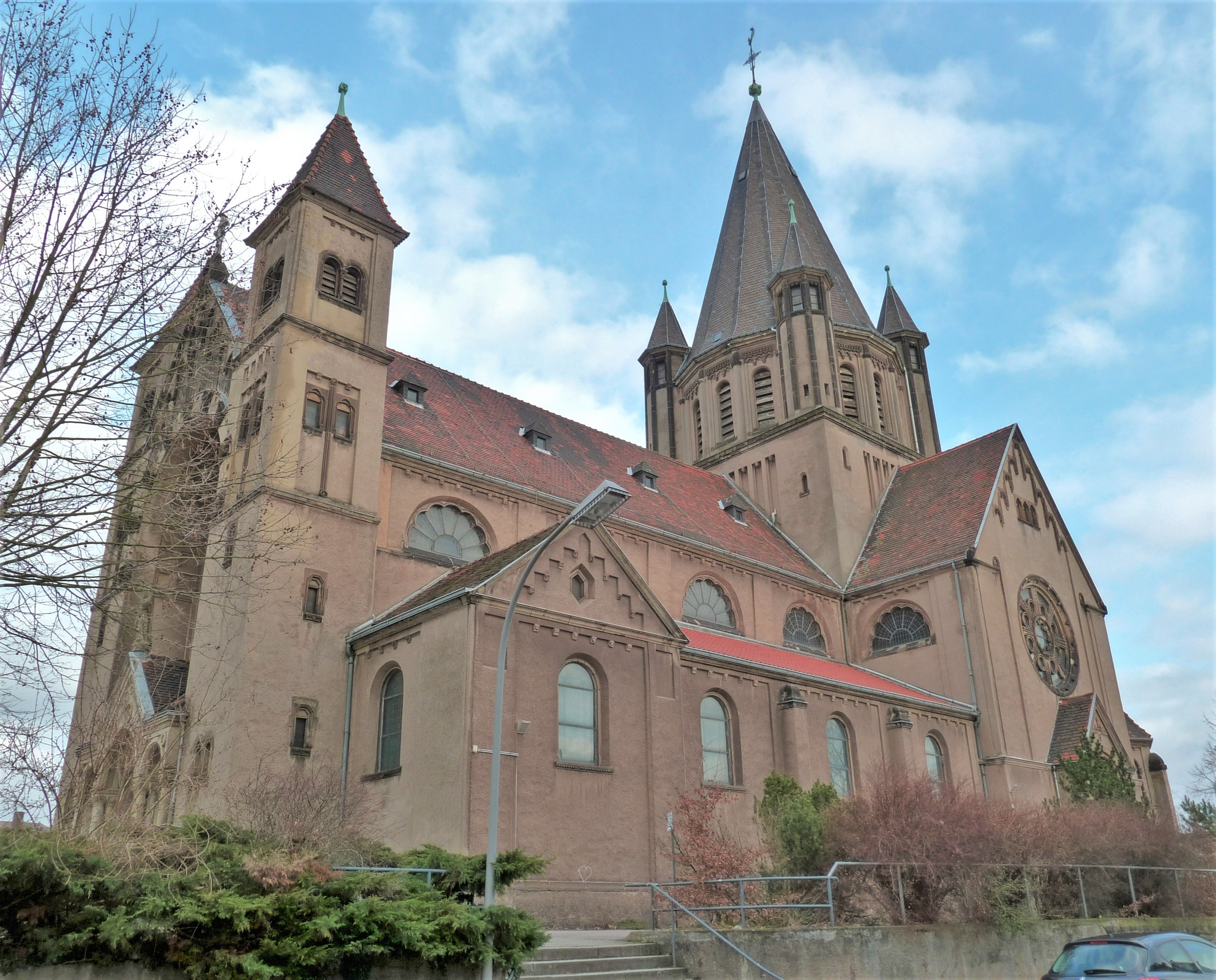
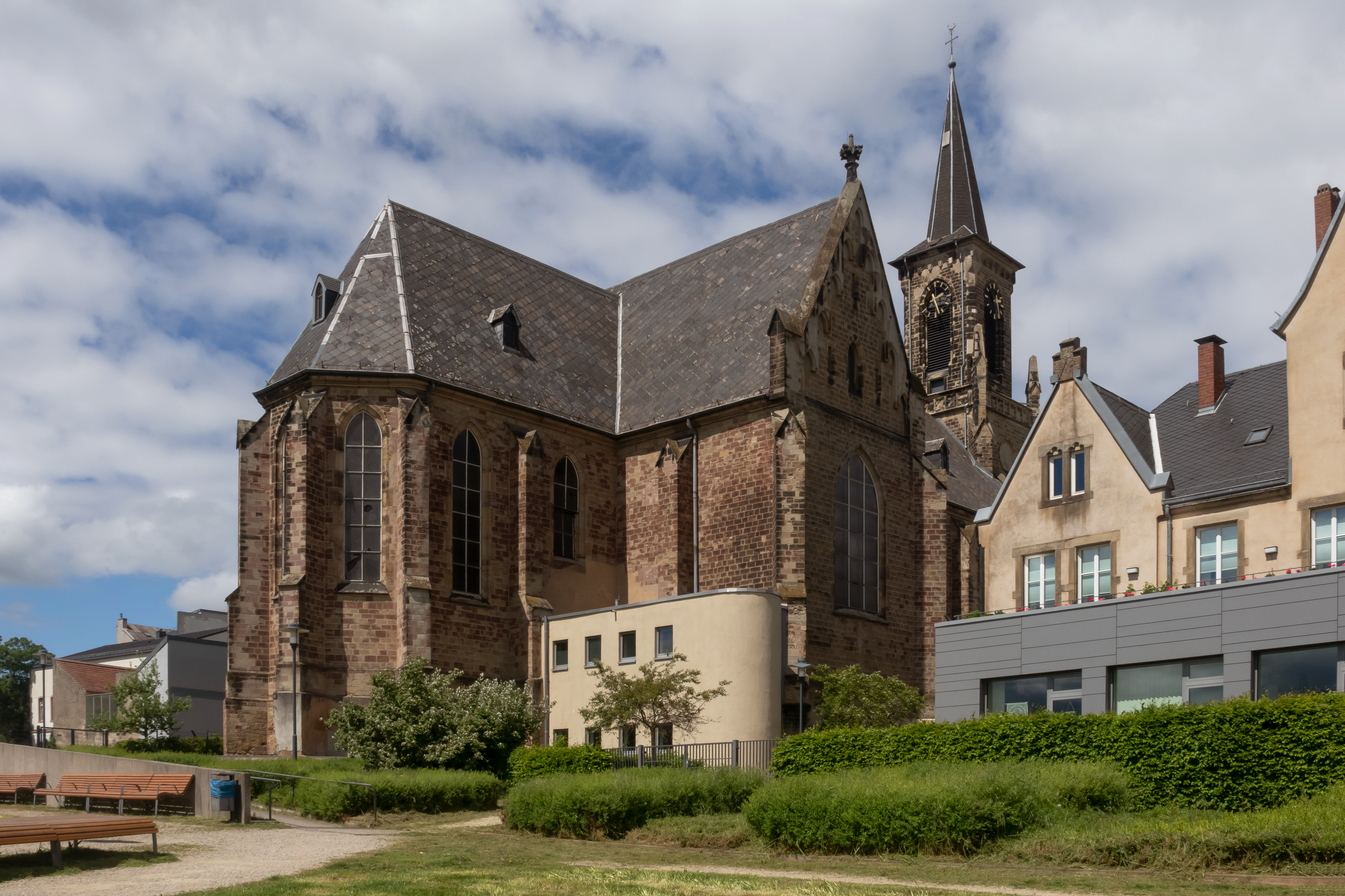
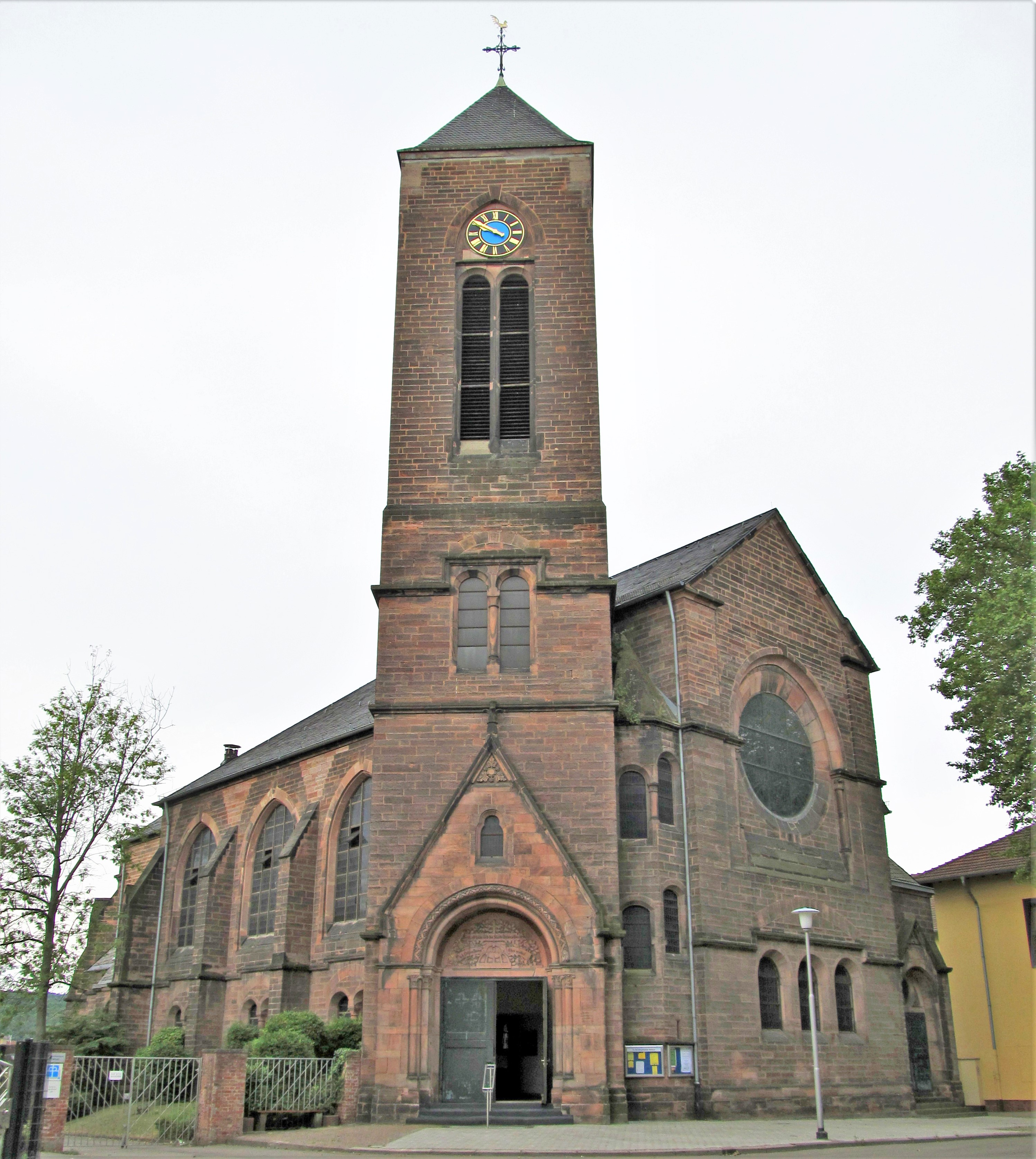